# 3× Jarek Nohavica
3× Jarek Nohavica (1998) je hromadná reedice alb Jaromíra Nohavici Mikymauzoleum (1993), Divné století (1996) a Tři čuníci (1994). Alba vyšla beze změny na třech CD či MC.